# Live! Tonight! Sold Out!!
Live! Tonight! Sold Out!! är en video av grungebandet Nirvana, som släpptes i november 1994. Kurt Cobain sammanställde mycket av videomaterialet själv, men han hann inte färdigställa videon innan han dog. Bandmedlemmarna Krist Novoselic och Dave Grohl, tillsammans med musikvideoregissören Kevin Kerslake, tog då över arbetet med videon och försökte göra den så lik Cobains vision som möjligt. Även om videon i sig ofta är enbart en samling av konsertklipp är den redigerad för att ge en surrealistisk och osammanhängande struktur och vissa intervjuer presenteras som montage. Det mesta av videomaterialet spelades in under 1991 och 1992 med vissa undantag av klipp från sent 1990 och tidigt 1993. Live! Tonight! Sold Out!! nominerades 2007 i kategorin Vision Award under Mojo Awards.

## Videoklipp
1. "Aneurysm" - 25 november 1991 (Paradiso, Amsterdam, Nederländerna) och 23 januari 1993 (Hollywood Rock, Rio de Janeiro, Brasilien)
2. "About a Girl" - 31 oktober 1991 (Paramount Theatre, Seattle, Washington, USA)
3. "Dive" - 23 januari 1993 (Hollywood Rock, Rio de Janeiro, Brasilien)
4. "Love Buzz" - 19 oktober 1991 (Dallas, Texas, USA) och 25 november 1991 (Paradiso, Amsterdam, Nederländerna)
5. "Breed" - 31 oktober 1991 (Paramount Theatre, Seattle, Washington, USA)
6. "Smells Like Teen Spirit" - 28 november 1991 (Top of the Pops i Storbritannien)
7. "Negative Creep" - 22 februari 1992 (Honolulu, Hawaii)
8. "Come as You Are" - 25 november 1991 (Paradiso, Amsterdam, Nederländerna)
9. "Territorial Pissings" - 6 december 1991 (TV-program med Jonathan Ross i Storbritannien) och 25 november 1991 (Paradiso, Amsterdam, Nederländerna)
10. "Something in the Way" - 14 februari 1992 (Osaka, Japan)
11. "Lithium" - 30 augusti 1992 (Reading- och Leedsfestivalerna, Storbritannien)
12. "Drain You" - 25 november 1991 (Paradiso, Amsterdam, Nederländerna)
13. "Polly" - 31 oktober 1991 (Paramount Theatre, Seattle, Washington, USA)
14. "Sliver - 25 november 1991 (Paradiso, Amsterdam, Nederländerna)
15. "On a Plain" - 26 juni 1992 (Roskildefestivalen, Danmark)
16. "Endless, Nameless" - 31 oktober 1991 (Paramount Theatre, Seattle, Washington, USA)